# I maghi del terrore
I maghi del terrore (The Raven) è un film del 1963 diretto da Roger Corman.
Il regista, dopo aver realizzato tanti film del brivido, ne smonta qui i meccanismi irridendoli con esiti spassosi. La sceneggiatura, tratta dall'omonimo poema di Edgar Allan Poe, è stata scritta da Richard Matheson.

## Trama
Nell'Inghilterra del XV secolo, il mago Erasmo Craven è affranto da più di due anni per la perdita della moglie Lenora, mentre la figlia Estella cerca di distoglierlo dal lutto. Durante una notte un corvo bussa col becco più volte alla finestra; il mago lo fa entrare, e dopo un breve dialogo viene a sapere che il corvo altri non è che un suo collega, il dottor Bedlo, che era stato così trasformato dal perfido Dottor Scarabus, nel corso di una sfida magica truccata.
I due scendono nello studio sotterraneo utilizzato trent'anni prima dal defunto padre di Craven per preparare una pozione che possa riportare Bedlo al suo aspetto originario. Quando Bedlo riprende le fattezze umane, lui e Craven decidono di recarsi da Scarabus, Bedlo per vendicarsi e Craven per rintracciare il fantasma di sua moglie, che Bedlo afferma di aver visto la sera stessa al castello di Scarabus.
Dopo aver evitato gli attacchi con una scure da parte del cocchiere di Craven, anche lui manipolato da Scarabus, i due partono verso il castello, accompagnati da Estella e dal giovane figlio di Bedlo, Rexford, che guida la carrozza.
Al castello, Scarabus accoglie gli ospiti con una falsa cordialità, e Bedlo viene apparentemente ucciso mentre sta cercando di fomentare una tormenta in un ultimo atto di sfida contro la sua nemesi. Durante la notte Rexford rintraccia suo padre, vivo, mentre cerca di nascondersi all'interno del castello. Craven, nel frattempo, riceve la visita di Lenora, che si rivela anche lei in carne e ossa, avendo inscenato due anni prima la morte per poter fuggire con Scarabus.
Mentre Craven, Estella, Rexford e Bedlo cercano di scappare dal castello, Scarabus li ferma, per poi incatenarli. Bedlo, terrorizzato, fugge trasformato nuovamente in un corvo, dopo aver convinto Scarabus a ritrasformarlo in volatile per evitare la tortura. Mentre Craven sta valutando se far torturare la figlia o rivelare a Scarabus i segreti della propria "mano magica", Bedlo, in volo, rientra nel castello, libera Rexford, e poi i due vanno in aiuto di Craven.
Craven e Scarabus si ritrovano seduti uno di fronte all'altro per sfidarsi in un duello magico. Dopo una lunga serie di beffe ed elusioni, Craven riesce a sconfiggere Scarabus e fugge con i suoi amici dopo aver respinto Lenora, che cerca di riconciliarsi con lui, affermando di essere stata vittima di un sortilegio. Il castello crolla su Scarabus e la sua compagna, che riescono comunque a sopravvivere, anche se Scarabus è stato privato dei suoi poteri.
Rexford ed Estella si ritirano da soli, mentre Bedlo cerca di convincere Craven a riportarlo ancora una volta alle sembianze umane. Craven gli dice di chiudere il becco, per poi recitare in chiusura la famosa strofa della poesia di Edgar Allan Poe: "Disse il corvo - mai più".

## Contestualizzazione
È sato notato che la «struttura globale dell'opera di Corman è ciclica e la sua forma è a clessidra». Partendo dagli anni 1954-55 il regista ha toccato molti canoni del cinema commerciale. «Il 1962 è l'anno dell'ironia, del ripensamento del film sul film, dello specchio appannato da un folle vento di cinema: Tales of Terror, Tower of London, The Raven, The terror». In questo film Corman «amplificò le situazioni descritte dal fidato sceneggiatore con una serie di provocazioni visive che sdegnarono i puristi del genere ma che divertirono i suoi spettatori».